# 11 février aux Jeux olympiques d'hiver de 2014
Pour un article plus général, voir Jeux olympiques d'hiver de 2014.
Le 11 février aux Jeux olympiques d'hiver de 2014 est le sixième jour de compétition.

## Programme
| Heure UTC+4 (Sotchi)                          |               |
| bleu                                          | Cérémonie     |
| neutre                                        | Épreuve       |
| or                                            | Finale        |
| orange                                        | Petite finale |
| rose                                          | Reporté       |
| gris                                          | Annulé        |
| Compétition masculine                         | Hommes        |
| Compétition féminine                          | Femmes        |
| Compétition mixte (hommes et femmes mélangés) | Mixte         |
| Compétition en couple (1 homme et 1 femme)    | Couple        |
| modifier                                      |               |

| Horaire | Discipline Spécialité | Discipline Spécialité               | Discipline Spécialité                      | Phase                                | Résultats                                                        | Références |
| ------- | --------------------- | ----------------------------------- | ------------------------------------------ | ------------------------------------ | ---------------------------------------------------------------- | ---------- |
| 09:00   |                       | Curling                             | Compétition femmes                         | Phase préliminaire 2e session        | 7-6                                                              | -          |
| 09:00   |                       | Curling                             | Compétition femmes                         | Phase préliminaire 2e session        | 3-9                                                              | -          |
| 09:00   |                       | Curling                             | Compétition femmes                         | Phase préliminaire 2e session        | 9-7                                                              | -          |
| 09:00   |                       | Curling                             | Compétition femmes                         | Phase préliminaire 2e session        | 12-7                                                             | -          |
| 10:00   |                       | Ski acrobatique Slopestyle          | Compétition femmes                         | Qualification                        | -                                                                | -          |
| 13:00   |                       | Ski acrobatique Slopestyle          | Compétition femmes                         | Finale                               | Dara Howell · Devin Logan · Kim Lamarre                          | -          |
| 14:00   |                       | Curling                             | Compétition hommes                         | Phase préliminaire 3e session        | 6-7                                                              | -          |
| 14:00   |                       | Curling                             | Compétition hommes                         | Phase préliminaire 3e session        | 4-9                                                              | -          |
| 14:00   |                       | Curling                             | Compétition hommes                         | Phase préliminaire 3e session        | 7-6                                                              | -          |
| 14:00   |                       | Curling                             | Compétition hommes                         | Phase préliminaire 3e session        | 9-8                                                              | -          |
| 14:00   |                       | Hockey sur glace                    | Compétition femmes                         | Tour préliminaire Groupe B - Match 7 | 0-4                                                              | -          |
| 14:00   |                       | Ski de fond Sprint                  | Compétition hommes                         | Finale                               | Ola Vigen Hattestad · Teodor Peterson · Emil Jönsson             | -          |
| 14:00   |                       | Snowboard Half-pipe                 | Compétition hommes                         | Qualification                        | -                                                                | -          |
| 16:00   |                       | Ski de fond Sprint                  | Compétition femmes                         | Finale                               | Maiken Caspersen Falla · Ingvild Flugstad Østberg · Vesna Fabjan | -          |
| 16:45   |                       | Patinage de vitesse 500 m           | Compétition femmes                         | Finale                               | Lee Sang-Hwa · Olga Fatkulina · Margot Boer                      | -          |
| 18:30   |                       | Luge Simple - Manche 3 & 4          | Compétition femmes                         | Finale                               | Natalie Geisenberger · Tatjana Huefner · Erin Hamlin             | -          |
| 19:00   |                       | Biathlon Poursuite (10 km)          | Compétition femmes                         | Finale                               | Darya Domracheva · Tora Berger · Teja Gregorin                   | -          |
| 19:00   |                       | Curling                             | Compétition femmes                         | Phase préliminaire 3e session        | 12-3                                                             | -          |
| 19:00   |                       | Curling                             | Compétition femmes                         | Phase préliminaire 3e session        | 6-8                                                              | -          |
| 19:00   |                       | Curling                             | Compétition femmes                         | Phase préliminaire 3e session        | 3-8                                                              | -          |
| 19:00   |                       | Curling                             | Compétition femmes                         | Phase préliminaire 3e session        | 7-5                                                              | -          |
| 19:00   |                       | Hockey sur glace                    | Compétition femmes                         | Tour préliminaire Groupe B - Match 8 | 2-1                                                              | -          |
| 19:00   |                       | Patinage artistique Programme court | Compétition en couple (1 homme et 1 femme) | Manche de compétition                | -                                                                | -          |
| 19:00   |                       | Snowboard Half-pipe                 | Compétition hommes                         | Demi-finale                          | -                                                                | -          |
| 21:30   |                       | Saut à ski Tremplin normal (HS 105) | Compétition femmes                         | Finale                               | Carina Vogt · Daniela Iraschko-Stolz · Coline Mattel             | -          |
| 21:30   |                       | Snowboard Half-pipe                 | Compétition hommes                         | Finale                               | Iouri Podladtchikov · Ayumu Hirano · Taku Hiraoka                | -          |

## Médailles du jour
| Rang  | Nation       | Or | Argent | Bronze | Total |
| ----- | ------------ | -- | ------ | ------ | ----- |
| 1     | Norvège      | 2  | 2      | 0      | 4     |
| 2     | Allemagne    | 2  | 1      | 0      | 3     |
| 3     | Canada       | 1  | 0      | 1      | 2     |
| 4     | Suisse       | 1  | 0      | 0      | 1     |
| -     | Corée du Sud | 1  | 0      | 0      | 1     |
| -     | Biélorussie  | 1  | 0      | 0      | 1     |
| 7     | Suède        | 0  | 1      | 1      | 2     |
| -     | Japon        | 0  | 1      | 1      | 2     |
| -     | Russie       | 0  | 1      | 1      | 2     |
| -     | États-Unis   | 0  | 1      | 1      | 2     |
| 11    | Autriche     | 0  | 1      | 0      | 1     |
| 12    | Slovénie     | 0  | 0      | 1      | 1     |
| -     | France       | 0  | 0      | 1      | 1     |
| -     | Pays-Bas     | 0  | 0      | 1      | 1     |
| Total | Total        | 8  | 8      | 8      | 24    |